# Oméga-9
Les acides gras oméga-9 sont des acides gras mono-insaturés possédant une double liaison carbone-carbone en neuvième position à partir de l'atome noté ω. 
Le principal acide gras oméga-9 est l’acide oléique. 
Contrairement aux oméga-3 et oméga-6, les oméga-9 ne sont pas essentiels : l'organisme humain est capable de les fabriquer à partir d'autres acides gras insaturés.

## Chimie
Liste des principaux acides gras du groupe oméga-9 :
- l’acide oléique (18:1)
- l’acide gadoléique (20:1)
- l’acide érucique (22:1)
- l’acide nervonique (24:1)

Les oméga-9 sont liquides à température ambiante, ils supportent bien la chaleur et peuvent donc être utilisés pour la cuisson.

## Sources alimentaires
On retrouve ces acides gras mono-insaturés en bonne quantité dans les aliments suivants :
- l’huile d'olive
- l'huile de tournesol oléique
- les noix
- les arachides
- l’avocat
- les noisettes
- l'huile d'argan
- l'amande
- le beurre (20 %)

## Effets bénéfiques sur la santé
Comme les autres acides gras mono-insaturés, les oméga-9 ont des effets bénéfiques reconnus contre les maladies cardio-vasculaires par leur action sur le cholestérol. Les acides gras oméga-9 ont également des effets bénéfiques sur les risques d’hypertension artérielle.